# Montague (Californie)
Pour les articles homonymes, voir Montague.
Montague est une municipalité américaine du comté de Siskiyou, en Californie. Au recensement de 2010, Montague comptait 1 443 habitants.

## Démographie
| 1890 | 1910 | 1920 | 1930 | 1940 | 1950 |
| ---- | ---- | ---- | ---- | ---- | ---- |
| 250  | 274  | 453  | 507  | 463  | 579  |

| 1960 | 1970 | 1980  | 1990  | 2000  | 2010  |
| ---- | ---- | ----- | ----- | ----- | ----- |
| 782  | 890  | 1 285 | 1 415 | 1 456 | 1 443 |